# Sarkis Assadourian
Sarkis Assadourian (25 de enero de 1948) es un político canadiense del Partido Liberal de Canadá. Se convirtió en el primer armenio-canadiense en ser elegido para la Cámara de los Comunes, con un gran apoyo de la comunidad armenia de Toronto.

## Antecedentes
Assadourian nació en Aleppo, Siria. Su familia emigró poco después. Estudió pintura en la Academia de Bellas Artes de Chicago. En 1970 se trasladó a Toronto, donde trabajó como administrador de propiedades. También trabajó como consultor sobre multiculturalismo para los gobiernos provincial y federal.
Assadourian y su esposa Zaza tienen cuatro hijos. Sigue siendo partidario de las causas armenias y es un miembro activo de la Asociación Liberal Provincial de Richmond Hill.

## Política
En 1988, entró en la política como candidato liberal en la circunscripción de Don Valley North. Ganó la nominación liberal frente a su rival Sarmite Bulte. Durante el debate de campaña dijo que quería "un gobierno honesto y abierto, para variar". El candidato del Nuevo Partido Democrático, Anton Kuerti, le recordó que los conservadores fueron elegidos en 1984 criticando a los liberales por la misma cuestión. Assadourian declaró que estaba firmemente en contra del aborto, que fue un tema polémico durante la campaña. Perdió las elecciones frente a la candidata conservadora Barbara Greene por 604 votos.
En 1993 se presentó de nuevo y esta vez ganó contra Greene por 14.054 votos en lo que fue una derrota general de los conservadores en Toronto y en todo el país. En 1997, trasladó los escaños a Brampton Centre.> En 2003, sirvió como secretario parlamentario del ministro de Ciudadanía e Inmigración. No se presentó a las elecciones de 2004.
Assadourian se presentó a las elecciones municipales de Richmond Hill de 2010 en el distrito 3. Quedó en quinto lugar entre siete candidatos. Se presentó de nuevo a las en 2022 en el distrito 5, quedando en octavo lugar entre diez candidatos.

## Después de la política
Ahora se desempeña como juez de Ciudadanía en Toronto.